# Robert Mandrou
Robert Mandrou (* 31. Januar 1921; † 25. März 1984) war ein französischer Historiker der Zeit des 17. und 18. Jahrhunderts. Er wird zur Annales-Schule gerechnet und befasste sich mit Kulturgeschichte (Histoire des mentalités).
Mandrou stammte aus einfachen Verhältnissen, seine Mutter war Näherin, der Vater Eisenbahnarbeiter. Im Zweiten Weltkrieg war er zum freiwilligen Arbeitsdienst in Deutschland verpflichtet und arbeitete unter anderem als Waldarbeiter im Harz. Er behielt aber trotzdem eine Neigung zu Deutschland und war gut mit der deutschen historischen Literatur vertraut.
Er war ein Schüler von Lucien Febvre und erhielt 1950 seine Agrégation in Geschichte und war 1954 bis 1962 Sekretär der Zeitschrift Annales d’histoire économique et sociale. Nach einem Streit mit Fernand Braudel über das geistige Erbe von Lucien Febvre gab er seinen Posten auf. 1957 wurde er Directeur d’études an der École pratique des hautes études und 1968 Professor an der Universität Paris-Nanterre. Im selben Jahr erschien seine Thèse de Doctorat (entsprechend einer heutigen Habilitation) über das amtliche Verhältnis zur Hexerei im Frankreich des 17. Jahrhunderts. 1977 gründete er die französische historische Mission (Mission Historique Française en Allemagne) beim Max-Planck-Institut für Geschichte in Göttingen und unternahm in einer Arbeit über die Fugger den ersten Versuch der französischen Annales-Schule, ein Thema deutscher Geschichte der frühen Neuzeit mit ihren Methoden zu behandeln. Aus Gesundheitsgründen musste er 1980 vorzeitig in den Ruhestand treten.
Bekannt wurde seine Geschichte der französischen Zivilisation mit Georges Duby (1958). Mit Philippe Ariès, mit dem er befreundet war, gab er die Reihe Civilisations et mentalités bei Plon heraus.
Er hatte Interesse an mitteleuropäischer Geschichte und sympathisierte mit dem Prager Aufstand 1968, über den er ein Buch veröffentlichte. 1984 schrieb er auch ein Vorwort für die französische Übersetzung der Geschichte Böhmens von Josef Macek.
Zu seinen Doktoranden zählt Arlette Farge.

## Schriften
- mit Georges Duby: Histoire de la civilisation française, 2 Bände, Paris, Armand Colin, 1958, 1964 (englische Übersetzung: A History of French Civilization, Random House, 1964)
- Introduction à la France moderne. Essai de psychologie historique, Paris, Éditions Albin Michel, 1961, 1974, 1998 (Englische Übersetzung: Introduction to Modern France 1500-1640, Edward Arnold 1975)
- De la culture populaire en France aux XVIIe et XVIIIe siècle, Paris, Éditions Stock, 1964.
- Classes et luttes de classes dans la France du XVIIe siècle, Florence, d’Anna, 1965.
- La France des XVIe et XVIIe siècle, Paris, PUF, Coll. Nouvelle Clio, 1967, 1987, 1996
- Magistrats et sorciers en France au XVIIe siècle, Paris, Plon, 1968 (Dissertation, wichtig für die französische Hexenverfolgung)
- Les Fugger, propriétaires fonciers en Souabe (fin du XVIe siècle), Paris, Plon, 1969.
  - Deutsche Ausgabe: Die Fugger als Grundbesitzer in Schwaben, 1560–1618, Veröffentlichungen des Max-Planck-Instituts für Geschichte, Vandenhoeck und Ruprecht, Göttingen 1997, 2. Auflage 1998
- Les Sept jours de Prague, 21–27 août 1968. Première documentation historique complète de l’entrée des troupes aux accords de Moscou, Paris, 1969.
- Artikel Histoire und Histoire des Mentalités in Encyclopaedia Universalis, Band 8, 1970
- Louis XIV en son temps, Paris, PUF, 1973.
- Des humanistes aux hommes de science, Paris, Éditions du Seuil, 1973.
- L’Europe absolutiste. Raison et raison d’État (1649–1775), Paris, Fayard, 1977, 1995 (erhielt 1978 den Grand Prix Gobert)
  - Deutsche Ausgabe: Staatsräson und Vernunft (1649-1775), Propyläen Geschichte Europas, Propyläen Verlag 1990
- Possession et sorcellerie en France au XVIIe siècle, Paris, 1979, 1994. ISBN  978-2213593715.